# Protopterus annectens
Protopterus annectens es una especie de pez pulmonado hallado en África, del río Senegal a los ríos Congo, Zambeze y Okavango.

## Características
Tiene una longitud aproximada de 120 cm de largo y color oliváceo. Puede caminar por el fondo de los ríos o de los pantanos, sirviéndose de sus filamentos pectorales y pelvianos. Cuando llega la estación seca cava un hoyo y en él se encierra después de haber segregado a su alrededor abundante mucosidad, cuya parte superficial se endurece en forma de costra. En este capullo protector pasa los largos meses del verano, viviendo en un estado semiletárgico, bañado en su propia mucosidad, y aspirando el oxígeno atmosférico por un pequeño agujero de su encierro. La duración de este período de estivación varía según los años, y llega a alcanzar, aproximadamente, de cuatro a seis meses. Los indígenas, que son muy aficionados a la carne de este pez, señalan fácilmente en el lecho de los ríos secos los terrones en cuyo interior los protópteros han elaborado su capullo.